# Möckern (Sassonia-Anhalt)
Möckern è una città di 12 918 abitanti della Sassonia-Anhalt, in Germania.
Appartiene al circondario del Jerichower Land.

## Società

### Religione
Dopo la guerra, la Chiesa cristiana avventista del settimo giorno inviò quattro fratelli della Conferenza generale (Arthur Daniells, L.H. Christian, F.M. Wilcox, M.E. Kern) nel luglio del 1920, che parteciparono a una riunione ministeriale con il Movimento di Riforma nella frazione di Friedensau con la speranza di una riconciliazione con 200 pastori, che peraltro non riscosse il successo auspicato inizialmente. La divisione insanabile fu causata dal disaccordo con loro sulla corretta osservanza del sabato e sul servizio militare durante la prima guerra mondiale.

## Geografia antropica

### Suddivisioni amministrative
Möckern si divide in 50 zone (Ortsteil), corrispondenti all'area urbana e a 49 frazioni:
| - Möckern (area urbana) - Bomsdorf - Brandenstein - Brietzke - Büden - Dalchau - Dörnitz - Drewitz - Friedensau - Glienicke - Göbel - Grabow - Grünthal - Hobeck - Hohenziatz - Isterbies - Kähnert | - Kalitz - Kampf - Klein Lübars - Klepps - Krüssau - Küsel - Landhaus - Loburg - Lübars - Lütnitz - Lüttgenziatz - Magdeburgerforth - Pabsdorf - Räckendorf - Reesdorf - Riesdorf - Rietzel | - Rosian - Rottenau - Schweinitz - Stegelitz - Stresow - Theeßen - Tryppehna - Wahl - Wallwitz - Wendgräben - Wörmlitz - Wüstenjerichow - Zeddenick - Zeppernick - Ziegelsdorf - Ziepel |

## Amministrazione

### Gemellaggi
Möckern è gemellata con:
- Dassel, dal 1990
- Wietze